# Europæiske atletikforbund
Europæiske atletikforbund (EAF, engelsk: European Athletic Association, EAA) er det europæiske atletikforbund. Forbundet blev stiftet 1969 i Bukarest. Generalsekretariatet er beliggende i Lausanne, Schweiz.

## Medlemmer
Det europæiske atletikforbund har på det nuværende tidspunkt 51 medlemmer, Kosovo tilsluttede sig i 2015. Hvert medlem får en stemme ved den årlige kongres.
- Albaniens atletikforbund
- Andorras atletikforbund
- Armeniens atletikforbund
- Aserbajdsjans atletikforbund
- Belgiens atletikforbund
- Bosnien-Hercegovinas atletikforbund
- Bulgariens atletikforbund
- Cyperns atletikforbund
- Dansk Atletik Forbund
- Estlands atletikforbund
- Finlands atletikforbund
- Frankrigs atletikforbund
- Georgiens atletikforbund
- Gibraltars atletikforbund
- Grækenlands atletikforbund
- Hollands atletikforbund
- Hvideruslands atletikforbund
- Irlands atletikforbund
- Israels atletikforbund
- Islands atletikforbund
- Italiens atletikforbund
- Kosovos atletikforbund
- Kroatiens atletikforbund
- Letlands atletikforbund
- Liechtensteins atletikforbund
- Litauens atletikforbund
- Luxembourgs atletikforbund
- Makedoniens atletikforbund
- Maltas atletikforbund
- Moldovas atletikforbund
- Monacos atletikforbund
- Montenegros atletikforbund
- Norges atletikforbund
- Polens atletikforbund
- Portugals atletikforbund
- Rumæniens atletikforbund
- Ruslands atletikforbund[4]
- San Marinos atletikforbund
- Schweiz' atletikforbund
- Serbiens atletikforbund
- Slovakiets atletikforbund
- Sloveniens atletikforbund
- Spaniens atletikforbund
- Storbritanniens atletikforbund
- Sveriges atletikforbund
- Tjekkiets atletikforbund
- Tyrkiets atletikforbund
- Tysklands atletikforbund
- Ungarns atletikforbund
- Ukraines atletikforbund
- Østrigs atletikforbund

Siiden 2005, har atletikforbundet haft deres egen temasang, komponeret af den armenske komponist Gevorg Manasyan.

## Mesterskaber
Alle mesterskaber kan inddeles i fire kategorier:
- Senior: Atleterne er over 23 år;
- U/23: Atleterne er mellem 20 og 22 år. Alderen gælder fra den 31. december, samme år som turneringen foregår;
- Junior; Atleterne er mellem 18 og 19 år. Alderen gælder fra den 31. december, samme år som turneringen foregår;
- Ungdom: Atleterne er under 18 år.

EAF afholder (eller har afholdt) følgende mesterskaber:
| Mesterskab             | Frekvens    |
| ---------------------- | ----------- |
| EM i atletik           | Hvert 2. år |
| Indendørs-EM i atletik | Hvert 2. år |
| EM i terrænløb         | Hvert år    |
| Junior-EM i atletik    | Hvert 2. år |
| Ungdoms-EM i atletik   | Hvert 2. år |
| U.23-EM i atletik      | Hvert 2. år |

## Formænd
Siden oprettelsen af EAF har forbundet haft fem formænd:
| Navn                 | Land           | Periode   |
| -------------------- | -------------- | --------- |
| Adriaan Paulen       | Holland        | 1969–1976 |
| Arthur Gold          | Storbritannien | 1976–1987 |
| Carl-Olaf Homen      | Finland        | 1987–1999 |
| Hansjörg Wirz        | Schweiz        | 1999–2015 |
| Svein Arne Hansen    | Norge          | 2015–2020 |
| Dobromir Karamarinov | Bulgarien      | 2020–     |